# Мэдсен, Кристиан
Кристиан Лукас Мэдсен (англ. Christian Lucas Madsen) — американский актёр кино.

## Биография
Кристиан Мэдсен родился в 1990 году в Лос-Анджелесе в семье актёров Майкла Мэдсена и Жаннин Бизиньяно. Его тётя — актриса Вирджиния Мэдсен, а бабушка — режиссёр и писательница Элейн Мэдсен.
Кристиан начал сниматься в возрасте 10 лет, первой его ролью стала небольшая роль в одном из фильмов его отца. Также он присутствовал на съёмках ряда других фильмов, включая «Освободите Вилли» (Free Willy) и «Побег» (The Getaway). Его бабушка, кинорежиссёр Элейн Мэдсен, посоветовала ему продолжить актёрскую карьеру после просмотра его выступлений в школьном театре. Его родители развелись, когда он был ребёнком, и он жил на несколько домов своих родителей в Малибу, долине Сан-Фернандо, Санта-Фе и Монтане. В конце концов он переехал к своей бабушке, когда ему было 17 лет, и она отвела его в Актёрскую студию и познакомила с главой её голливудского филиала Мартином Ландау.
Ранняя кинокарьера Кристиана Мэдсена состояла в основном из небольших ролей с отцом и в независимых фильмах. Он брался за другие работы, продолжая прослушиваться на актёрские роли. Он прослушивался без каких-либо успехов более двух лет и был близок к выселению из своей квартиры в Лос-Анджелесе, когда получил роль в «Дивергенте», экранизации одноимённого романа Вероники Рот для молодёжи .
После съёмок «Дивергента» Мэдсен получил главную роль в независимом фильме «Призма» (Prism), в котором сыграл молодого человека, воссоединившегося со своим отцом, страдающим амнезией, спустя 15 лет. В 2014 году он также появился в драматическом фильме режиссёра Джиа Копполы «Пало-Альто» и получил роль в фильме «Джек Скуэред».

## Фильмография
- Пало-Альто (2013)
- Дивергент (2014)
- Король Джек (2015)
- Потерянные девочки Мэнсона (2016) в роли Текса Уотсона
- Мистер Чёрч (2016)